# Bâtir le pays Martinique
Bâtir le pays Martinique (francès Construir el país Martinica) és un partit polític de Martinica fundat l'11 d'octubre de 1998 per l'ex-parlamentari i actual alcalde de Le Lamentin, Pierre Samot després d'una ruptura amb el Partit Comunista de Martinica.
Aquesta formació política és part de l'esquerra autonomista martiniquesa. Compta amb un diputat al consell regional (Pierre Samot) i tres consellers generals (Josette Manin, Claire Tunorfé i Alfred Sinosa).
Philippe Edmond-Mariette, membre de Bâtir le pays Martinique fou diputat per Martinica de 2003 a 2007. El conseller general Alfred Sinosa és president de la Comissió de Finances, planificació pressupostària i Afers Europeus en el Consell General de Martinica.
Pierre Samot fou elegit president de la CACEM (Comunitat d'aglomeració del Centre de Martinica), l'11 d'abril de 2008.
L'actual president de Bâtir le pays Martinique és Pierre Samot. El Secretari Nacional és David Zobda.

## Resultats electorals

### Eleccions legislatives
| Any  | 1a volta | 1a volta | 2a volta | 2a volta | Escons | Pos. | Govern            |
| Any  | Vots     | %        | Vots     | %        | Escons | Pos. | Govern            |
| ---- | -------- | -------- | -------- | -------- | ------ | ---- | ----------------- |
| 2002 | 7.197    | 8,61     | 11.630   | 12,91    | 1 / 4  | 6è   | Oposició          |
| 2007 | 4.822    | 4,97     | 7.636    | 6,70     | 0 / 4  | 6è   | Extraparlamentari |
| 2012 | 4.182    | 4,45     |          |          | 0 / 4  | 7è   | Extraparlamentari |
| 2017 | 22.997   | 30,19    | 27.100   | 30,34    | 1 / 4  | 1r   | Oposició          |
| 2022 | 1.783    | 2,87     |          |          | 0 / 4  | 9è   | Extraparlamentari |
| 2024 | 1.626    | 1,80     |          |          | 0 / 4  | 9è   | Extraparlamentari |